# Lorne Creek
Lorne Creek är ett vattendrag i Kanada. Det ligger i provinsen British Columbia, i den sydvästra delen av landet, 3 800 km väster om huvudstaden Ottawa.